# Лудзинка
Лу́дзинка (рос. Лудзинка) — річка в Удмуртії, Росія, права притока річки Іж. Протікає територією Зав'яловського та Малопургинського районів.
Річка починається за 1,5 км на південь від витоків річки Мужвайка, за 3 км на схід від села Постол. Протікає спочатку на південний схід, потім повертає на південь, але після села Совєтсько-Нікольське знову повертає на південний схід. Після села Лудзя-Нор'я річка повертає на схід, але після перетину її залізничним мостом, знову звертає на південний схід. Впадає до Іжа навпроти села Другий Іжевський лісопункт. Береги місцями заліснені, окремі ділянки заболочені. Приймає декілька приток, найбільша з яких ліва притока Караваєвка. На річці створено декілька ставків.
Над річкою розташовані такі населені пункти Зав'яловського району — Совєтсько-Нікольське, Верхня Лудзя, Садаковський, Лудзя-Нор'я та Юськи.